# Palicourea formosa
Palicourea formosa là một loài thực vật có hoa trong họ Thiến thảo. Loài này được (A.Rich.) Lemée mô tả khoa học đầu tiên năm 1954.